# Jeziora Lobeliowe koło Soszycy
Jeziora Lobeliowe koło Soszycy este o arie protejată (sit de importanță comunitară — SCI) din Polonia întinsă pe o suprafață de 132,71 ha, integral pe uscat.

## Localizare
Centrul sitului Jeziora Lobeliowe koło Soszycy este situat la coordonatele 54°15′37″N 17°34′57″E / 54.2603°N 17.5824°E.

## Înființare
Situl Jeziora Lobeliowe koło Soszycy a fost declarat sit de importanță comunitară în septembrie 2006 pentru a proteja un număr necunoscut de specii din flora spontană și fauna sălbatică aflate în arealul zonei.

## Biodiversitate
Situată în ecoregiunea continentală, aria protejată conține 4 habitate naturale: Ape oligotrofe din câmpii nisipoase, cu un conținut foarte redus de minerale (Littorelletalia uniflorae), Lacuri și iazuri distrofice naturale, Mlaștini turboase de tranziție și turbării mișcătoare, Mlaștini împădurite.
La baza desemnării sitului se află un număr nedeclarat de specii protejate.